# Choi Min-ho
Choi Min-ho   (Gimcheon, 18 d'agost de 1980) és un judoka sud-coreà, ja retirat, guanyador de dues medalles olímpiques.
El 2004 va prendre part en els Jocs Olímpics d'Estiu d'Atenes, on guanyà la medalla de bronze en la competició del pes extra lleuger del programa de judo. Quatre anys més tard, als Jocs de Pequín, guanyà la medalla de bronze en la mateixa competició.
En el seu palmarès també destaquen dues medalles en el Campionat del Món de judo, una d'or i una de bronze, dues medalles de bronze en els Jocs Asiàtics i tres medalles en el Campionat d'Àsia de judo, dues de plata i una de bronze.